# Wang Wei-Hsu
Wang Wei-Hsu (né le 12 octobre 1996) est un athlète taïwanais, spécialiste du sprint.
Il remporte la médaille d’argent sur relais 4 x 100 m lors des Championnats d’Asie 2019 à Doha.